# Carlos I da Hungria
Carlos I da Hungria (Nápoles, 1288 — Visegrád, 16 de julho de 1342), também conhecido como Carlos Roberto (Károly Róbert, em húngaro), foi rei da Hungria de 27 de agosto de 1310 até a sua morte. Fundador da dinastia angevina da Hungria, era neto do Rei Carlos II de Nápoles com Maria, e filho de Carlos Martel de Anjou com  Clemência de Habsburgo, filha do Sacro Imperador Romano Germânico Rodolfo I.
Carlos reivindicou a coroa húngara na qualidade de bisneto do Rei Estêvão V, com o apoio do papa. Deslocou-se de Nápoles para a Dalmácia em 1300 e, em seguida, para Esztergom, onde foi coroado rei após a morte, em 1301, do último soberano da linhagem dos Árpád, André III. Foi forçado, porém, a passar a coroa a Venceslau III da Boêmia. Este, por sua vez, transferiu seus direitos ao trono para Otão III da Baviera em 1305, o qual terminou por ser aprisionado por rebeldes húngaros. Carlos foi então entronizado em Buda, em 15 de junho de 1309, mas a cerimônia não foi considerada válida até a sua coroação em Székesfehérvár, em 27 de agosto de 1310, com a santa coroa húngara, que havia sido recuperada das mãos de nobres rebeldes.
Nos três anos seguintes, Carlos viu-se forçado a lidar com uma série de rebeliões, até a sua vitória em Rozhanovce (Rozgony, em húngaro), em 1312, que consolidou o seu controle sobre o país.
Após anos de anarquia, Carlos impôs ordem na Hungria por meio de um regime absolutista. Procurou reduzir o poder da grande nobreza. As reformas fiscal e monetária que empreendeu produziram grande prosperidade para o país e a classe mercantil. No campo da política externa, aliou-se à Polônia contra os Habsburgos e os boêmios. Na fronteira meridional, sua derrota na batalha de Posada significou a independência da Valáquia.